# Побирченко, Игорь Гаврилович
И́горь Гаври́лович Поби́рченко (укр. Ігор Гаврилович Побірченко; 15 ноября 1923, Киев — 6 апреля 2012, Киев) — советский и украинский правовед и общественный деятель; доктор юридических наук, профессор; заслуженный деятель науки и техники Украины, академик Национальной академии правовых наук Украины; организатор и Почётный Президент Международного коммерческого арбитражного суда при Торгово-промышленной палате Украины.

## Биография
С началом Великой Отечественной войны добровольцем ушёл на фронт. С 1 ноября 1941 по 9 мая 1945 года сражался с фашистскими захватчиками на Южном, Северо-Кавказском и I Украинском фронтах — мотористом кинопередвижки, наводчиком самоходной артиллерийской установки СУ-76, командиром танка Т-34. Будучи командиром танка Т-34, 27 января 1945 года своей боевой машиной вместе с экипажем и десантом пластунских сотен на броне первым пробил ограждение Освенцима (Концентрационный лагерь и лагерь смерти Аушвиц-Биркенау), обеспечив освобождение нескольких тысяч узников, которых нацисты не успели убить или перевести в другие лагеря.
В 1949 году окончил Киевскую юридическую школу, в течение 16 лет находился на руководящих должностях в органах государственного контроля, юстиции и государственного арбитража. В 1953 году экстерном окончил юридический факультет Киевского государственного университета имени Тараса Шевченко.
С 1961 года преподавал в Киевском университете (с 1965 — доцент, с 1972 — профессор); создал и возглавил первую на территории СССР кафедру хозяйственного права (с мая 1973 — кафедра гражданского и хозяйственного права, с сентября 1976 — кафедра хозяйственного права). Киевский университет стал первым высшим учебным заведением в СССР, в котором излагался курс хозяйственного права; на юридическом факультете впервые была введена хозяйственно-правовая специализация по подготовке высококвалифицированных юристов.
В 1992 году при Торгово-промышленной палате Украины создал первый в истории Украины Международный коммерческий арбитражный суд, а в 1994 году — Морскую арбитражную комиссию, которые возглавлял со дня их основания.
Член Всемирной федерации международных арбитражных институтов и Европейской арбитражной группы при Международной торговой палате. Неоднократно рассматривал внешнеэкономические споры в международных арбитражных судах многих стран, как международный арбитр высшей квалификации входил в состав международных арбитражных судов 16 стран. Как иностранный арбитр неоднократно рассматривал дела в международных арбитражных судах Австрии, Белоруссии, Российской Федерации, Сербии, Словакии, Швеции, где смог решить почти все внешнеэкономические споры в пользу Украины, защитив её интересы на миллиарды долларов США.
Во время празднования 65-й годовщины Победы в Великой Отечественной войне в рубрике «Жизнь продолжается» на Первом канале украинского телевидения ветеран И. Побирченко рассказал о своих боевых и трудовых подвигах в течение 70 календарных лет и посоветовал грядущему поколению дарить людям творческое вдохновение, проявлять оптимизм и желание работать во имя справедливости.
Умер 6 апреля 2012 года; похоронен на Байковом кладбище в Киеве.

### Семья
Отец — Гавриил Трофимович Побирченко (1895, Корсунь, Киевская губерния — 1976), до 1917 — рабочий Бобринских железнодорожных мастерских; в последующем — инженер-геодезист.
Мать — Ксения Фёдоровна Лебедева (1899, Кременчуг — 1995), выпускница гимназии, воспитательница в дошкольных учреждениях и школах.

## Научная деятельность
В 1964 году защитил кандидатскую, в 1971 — докторскую диссертацию («Хозяйственные споры и формы их решения»).
Считается основателем нового научного направления в юридической науке («Хозяйственная юрисдикция»), киевской школы хозяйственного права и теории хозяйственного процессуального права.
Академик Национальной академии правовых наук Украины (1993).
Выступал с докладами на международных конференциях в 23 странах. Почти ежегодно осуществлял организацию международных конференций и семинаров по проблемам международного арбитража на Украине; был докладчиком на региональных семинарах.
Читал лекции в Львовском, Тбилисском, Братиславском, Брненском, Кошицком, Лейпцигском университетах, Харьковском и Саратовском юридическом институте. Возглавлял редакционный совет журнала «Практика международного коммерческого арбитража».
Подготовил трёх докторов и 7 кандидатов наук.
Автор более 240 научных трудов, в том числе 12 монографий.

#### Издания
Игорем Гавриловичем впервые в Украине подготовлены учебники по хозяйственному праву и по арбитражному процессу. Под его общей редакцией изданы сборник нормативных актов «Международный коммерческий арбитраж. Закон Украины. Международные конвенции. Инкотермс 1990»; научно-практические издания «Международный коммерческий арбитраж в Украине: законодательство и практика», «Практика МКАС при ТПП Украины. Внешнеэкономические споры», «Международный коммерческий арбитраж в Украине. Теория и законодательство».
Статьи И. Г. Побирченко помещены в пяти книгах, изданных в Великобритании, Германии, Финляндии, а также во многих иностранных журналах.

## Награды
- орден князя Ярослава Мудрого V и IV степеней (1997, 2003)[1][3]
- орден Богдана Хмельницкого III и II степеней (1999, 2006)[3]
- Почётные грамоты Кабинета Министров Украины (1997), Верховной Рады Украины (2003)[1]
- памятная медаль Верховной Рады Украины «Десять лет независимой Украины» (2002)[3]
- Заслуженный деятель науки и техники Украины (1990)[1][3]
- почётные отличия[1]:
  - Высшего Хозяйственного суда Украины (1992)
  - Союза юристов Украины (2000)
  - Торгово-промышленной палаты Украины (2001)
  - Министерства юстиции Украины (2002)
  - Конституционного суда Украины (2003)
- почётное звание «Народный посол Украины» (1999)[3]
- Высшая юридическая премия «Фемида» (Россия, 2004)[1][3]
- орден Отечественной войны II степени (6.4.1985)[6]
- именное огнестрельное оружие
- 28 медалей, в том числе[1][3]:
  - «За отвагу»
  - две — «За боевые заслуги»
  - «За оборону Кавказа»
  - «За освобождение Варшавы»
  - «За освобождение Праги»
  - «За взятие Берлина»
  - Медаль Почёта (США)[3]
  - «За храбрость перед врагом» (ЧССР)[3]
- золотая медаль Брненского университета
- золотая медаль Кошицкого университета
- серебряная медаль Братиславского университета.

## Память
В Киеве на стене дома по ул. Институтской, 17/9, в котором жил И. Г. Побирченко, установлена мемориальная доска.